# Antoine d'Ormesson
Pour les articles homonymes, voir Ormesson.
Antoine Wladimir Marie François de Paule Le Fèvre, comte d'Ormesson, compositeur, compositeur de musique de films, metteur en scène, architecte de golfs, est né à Paris 7e le 3 novembre 1924 et mort à Paris 8e le 5 juillet 2016.

## Biographie
Il est le fils cadet du comte Wladimir d'Ormesson (1888-1973), ambassadeur de France et membre de l'Académie française, et de la comtesse née Conchita de Malo y Zayas-Bazán, qui est d'origine cubaine. Frère du comte Olivier d'Ormesson, homme politique, il est aussi le cousin de Henry d'Ormesson, haut fonctionnaire et de Jean d'Ormesson, écrivain et membre de l'Académie française.
Après des études de musique au conservatoire de Lausanne; il a travaillé l'harmonie, la composition et la direction d'orchestre auprès du compositeur genevois Frank Martin. Professeur de musicologie à l'Institut française d'études supérieures de Buenos Aires de 1946 à 1949, critique musical et conférencier en Amérique du Sud de 1947 à 1949, il est l'auteur d'ouvrages symphoniques (dont le 1er et le 2e concerto pour violoncelle, la Messe de Requiem),d'oratorios (le Chemin de la Croix d'après le texte de Paul Claudel et Marie-Madeleine), d'opéras (le cantique des cantiques, les Noces enchantées, les Fables enchantées,Peccata Capita et l'Échange d'après Paul Claudel), d'œuvres de musique de chambre (dont l'Hommage à Béla Bartók, duo, trio, deux quatuors à cordes, Trois regards d'amour) et de nombreuses musiques de films (Trafics dans l'ombre, Le Faux pas, Arrastao, Les Amants de la mer, La Nuit infidèle, le Guerillero, L'Amour sur du sable...). On lui doit les arrangements et la composition de la bande sonore du "son et lumière" du Château de Lude, dont il reçoit un Oscar pour sa musique. Également directeur administratif de la société Télé-Industrie de 1950 à 1957, il est en 1961 fondateur et président-directeur général de la société Sumer-Films. Il est aussi architecte et dessinateur de golfs, fondateur de Général Golfs Entreprise, de Golf Entreprise Construction et de Golfs Parcours de France. Il est membre-fondateur des golfs d'Ozoir-la-Ferrière, d'Ormesson, de Saint-Cloud et de Chavannes-Mennecy.
Il est également l'auteur d'une Initiation à la musique et de la Petite encyclopédie de la musique.
Croix du Combattant, Médaille des Engagés volontaires, il est Chevalier de la Légion d'honneur.
Il fut un hôte assidu de Sainte-Maxime (Var), dans sa villa du quartier de la Vierge-Noire.

## Filmographie
- 1964 : Trafics dans l'ombre
- 1965 : Le Faux Pas
- 1967 : Les Amants de la mer
- 1968 : La Nuit infidèle
- 1969 : Le Guerillero et celui qui n'y croyait pas
- 1970 : L'Amour sur du sable

## Ouvrages
- De quel amour blessé..., IBAcom, 2015,  (ISBN 979-1092733020).
- D'un cousin l'autre, Une famille, une histoire, ma vérité, HDiffusion, 2014,  (ISBN 978-2363-4504-49).
- La petite encyclopédie de la musique, Jean-Cyrille Godefroy, 1983,  (ISBN 978-2865530243).
- Initiation à la musique, Origines, évolution, formes et répertoire, Stock, 1980,  (ISBN 2-234-01209-0).